# Plešnice (przystanek kolejowy)
Plešnice – przystanek kolejowy w miejscowości Plešnice, w kraju pilzneńskim, w Czechach. Znajduje się na magistrali kolejowej Praga - Pilzno - Cheb. Położona jest na wysokości 385 m n.p.m.
Na przystanku nie ma możliwości zakupu biletu, a obsługa podróżnych odbywa się w pociągu. 

## Linie kolejowe
- 170 Praha - Beroun - Plzeň - Cheb